# 双马一矿
双马一矿（Shuangma No.1 Coal Mine）位于中国宁夏宁东煤田马家滩矿区北部，37°47′41″N 106°59′43″E / 37.79472°N 106.99528°E处。
矿井设计生产能力400万吨/年。该煤矿位于宁夏回族自治区灵武市盐池县马家滩村矿井于2009年2月正式开工建设，2015年6月获得国家能源局项目核准批复。2015年12月，矿井获得自治区发改委联合试运转批复进入试生产。2019年1月，该项目通过竣工验收。
2021年，宁夏灵武市水务局对双马一矿于2018年3月建矿未取得取水许可证一事进行了调查。经调查，双马一矿违反了国家对水资源依法实行取水许可制度和有偿使用制度，属于严重情节。
关于灵武林场水源事件，涉事双马煤矿不在中国神华产权下面，股权穿透图显示，中国神华与宁夏煤业并无直接关联，仅大股东同为国家能源投资集团有限责任公司。

## 简介
- 承建方：神华宁夏煤业集团
- 母公司：国家能源投资集团有限责任公司(51%)，宁夏国有资本运营集团有限责任公司(49%)
- 地址： 中国宁夏回族自治区灵武市盐池县马家滩村
- 地理坐标：37.784465,106.846093
- 状态：投产中
- 生产规模：400万吨／年
- 资源储量：
- 可采储量：564.58Mt[9]
- 煤种：烟煤（不粘煤、炼焦煤），无烟煤
- 煤矿面积：68.2k㎡
- 煤矿种类：地下开采
- 运营时间：2019年
- 资金来源：